# 宋志勇
宋志勇（1965年8月20日—），男，汉族，中华人民共和国正高级飞行员，现任交通运输部党组成员，中国民用航空局局长、党组书记。

## 生平
宋志勇毕业于空军第一飞行学院飞行专业，1987年10月进入民航北京管理局（不久改组成中国国际航空）工作，曾任中国国际航空公司飞行总队三大队飞行员、副中队长、飞行主任、副大队长，飞行总队副总队长，培训部部长等职务，2002年11月至2008年6月任国航飞行总队总队长、党委副书记。
2004年9月至2006年10月，宋志勇担任国航股份总裁助理，2006年10月至2010年12月任国航股份副总裁、党委委员、常委，2010年12月进入国航的母公司中国航空集团担任副总经理至2014年4月，同时也是中航集团党组成员，2014年1月至2020年12月任国航股份总裁、党委副书记，2014年5月任国航股份执行董事。2016年2月至2016年12月任中航集团公司党组书记，此后由蔡剑江改任中航集团党组书记，宋志勇自己则转任中航集团公司董事、总经理、党组副书记，2016年5月至2020年12月兼任国航股份副董事长。
2020年12月7日，宋志勇任中航集团公司董事长、党组书记，同月出任国航股份董事长、党委书记，兼任國泰航空董事局副主席。2022年6月17日，中共中央决定，宋志勇任中国民用航空局党组书记，同时免去冯正霖的中国民用航空局党组书记职务，宋志勇也成为中国民航局继2002至2007年担任局长的杨元元之后又一名飞行员出身的主要管理者。同年7月8日，任交通运输部党组成员，中国民用航空局局长。2022年9月27日，辞去中国航空集团有限公司董事长、党组书记及国航股份董事长、党委书记。2022年10月22日，当选为中国共产党第二十届中央委员会候补委员。